# Генеалогічні записки
«Генеалогічні записки» — періодичне видання, збірник різних матеріалів із проблем генеалогії, родознавства, просопографії, біографістики, особової геральдики та сфрагістики. Записки складаються з окремих тематичних блоків: генеалогічні студії, дослідження окремих родоводів, публікації джерельних матеріалів і повідомлень, а також бібліографічні огляди, рецензії та хроніка (ISSN 2074-8345).

## Історія
Видання засноване відповідно до рішення 8-ї наукової геральдичної конференції (Львів, 1999). Видається від 2000 року окремими щорічними випусками. Мова видання — українська, обсяг — 100—300 сторінок формату А4, наклад — 100—300 примірників. Поширюється серед членів Українського геральдичного товариства, інших дослідників, а також розсилається основним бібліотекам України та закордонним генеалогічним товариствам.
У 2000—2007 роках виходило під назвою «Генеалогічні записки Українського геральдичного товариства» як періодичний збірник УГТ.
Випуски 1—3 видавалися у 2000—2002 роках у Білій Церкві (головний редактор Є. Чернецький). Випуски 4 (2004), 5 (2006) та 6 (2007) вийшли у Львові (під редакцією А. Гречила) і видавалися за сприянням Львівського Національного університету імені Івана Франка та Львівського відділення Інституту української археографії та джерелознавства імені М. С. Грушевського НАН України.
У 2009 році видання перереєстроване Інститутом української археографії та джерелознавства імені М. С. Грушевського НАН України (свідоцтво про державну реєстрацію друкованого засобу масової інформації серія КВ № 15044-3616P, видане Міністерством юстиції України 17 березня 2009 р.) під назвою «Генеалогічні записки», які продовжують виходити у Львові зі збереженням старої нумерації. Видаються спільно з Українським геральдичним товариством.
Відповідальний редактор — А. Гречило.

«Генеалогічні записки УГТ» (вип. 6)

Видання затверджене 1 липня 2010 року постановою президії Вищої атестаційної комісії (ВАК) України за № 1-05/5 як фахове видання, в якому можуть публікуватися результати дисертаційних робіт на здобуття наукових ступенів доктора та кандидата історичних наук.

## Зміст видання
Зміст випусків «Генеалогічних записок» подано на офіційному сайті Українського геральдичного товариства.